# Manuel Gómez de Castro
Manuel Gómez de Castro (n. Linares, Nuevo Reino de León; 1788 - Monterrey, Nuevo León; 1836) fue un político mexicano que se convirtió en el segundo gobernador del Estado de Nuevo León, en sustitución de José María Parás, y llegó a ocupar el mismo cargo en cuatro ocasiones más, la última poco antes de su muerte, acaecida en 1836.

## Biografía
Nació en Linares, Nuevo Reino de León, en 1788. Durante su administración (1827-1829), Gómez de Castro impulsó la agricultura en los ayuntamientos. Procuró que éstos fueran autosuficientes económicamente para mantener la autonomía; era entonces importante darles apoyo ya que, dadas las secuelas de la Guerra de Independencia y por los constantes embates de los indios, su capacidad estaba quebrantada.
Precisamente en la época en que Gómez de Castro tomaba posesión, la guerra contra los indios se recrudecía de nuevo, sobre todo en Vallecillo y Sabinas. Dada la importancia que ésta revestía, en 1828 el gobernador expidió el Reglamento para la Milicia Cívica de Nuevo León; en él se establecía que todo ciudadano entre los 21 y los 50 años estaba obligado a adiestrarse militarmente, con la excepción de jornaleros, profesores, funcionarios e inválidos.
Otra de las medidas tomadas por Manuel Gómez de Castro fue la de establecer los primeros impuestos a las ramas de elaboración de naipes, tabaco y papel sellado.
Durante su gobierno se erigieron las villas de San Nicolás de Hidalgo, Villaldama y Hualahuises; se fundaron casas de comercio, educación y beneficencia, y se creó el reglamento de policía.
En un principio, Gómez de Castro fue tolerante a la introducción formal de la masonería, pero en 1828 la prohibió definitivamente en todo el Estado, debido a que casi todos los conspiradores pertenecían a las sociedades secretas de la época.
Al concluir su mandato, en febrero de 1829, fue elegido vicegobernador. Ante una enfermedad de Joaquín García, primer mandatario estatal, don Manuel Gómez de Castro asumió el gobierno interinamente del 9 de noviembre al 30 de diciembre del mismo año.
Retirado del servicio público de 1830 a 1832, don Manuel fue reelegido gobernador el 17 de febrero de 1833; sin embargo, a la semana —probablemente por enfermedad— renunció al cargo. En esta ocasión lo sustituyó Manuel María de Llano, quien fungía como vicegobernador.
A principios de agosto de 1834, de nuevo se le nombró gobernador interino debido a la salida de De Llano, quien había renunciado ante la rebelión centralista que apoyaba a Santa Anna en contra del Congreso y de Gómez Farías. En el interinato convocó a nuevas elecciones.
Finalmente, el 17 de febrero de 1835, tras haberse llevado a cabo las elecciones, Manuel Gómez de Castro entregó el poder a Juan Nepomuceno de la Garza y Evia y quedó como vicegobernador. Una ausencia de éste propició que Gómez de Castro asumiera interinamente y por última vez la gubernatura, del 6 de febrero al 19 de marzo de 1836.
A partir de ese momento, Manuel Gómez de Castro se retiró de la vida pública y murió enfermo poco después.